# Runnerydsjön
Runnerydsjön är en sjö i Nässjö kommun i Småland och ingår i Motala ströms huvudavrinningsområde. Sjön är 4 meter djup, har en yta på 0,233 kvadratkilometer och befinner sig 290 meter över havet. Sjön avvattnas av vattendraget Nässjöån.

## Delavrinningsområde
Runnerydsjön ingår i det delavrinningsområde (639337-143203) som SMHI kallar för Mynnar i Ryssbysjön. Medelhöjden är 294 meter över havet och ytan är 19,29 kvadratkilometer. Det finns inga delavrinningsområden uppströms utan avrinningsområdet är högsta punkten. Nässjöån som avvattnar avrinningsområdet har biflödesordning 2, vilket innebär att vattnet flödar genom totalt 2 vattendrag innan det når havet efter 278 kilometer. Delavrinningsområdet består mestadels av skog (40 procent). Bebyggelsen i området täcker en yta av 8,77 kvadratkilometer eller 40 procent av avrinningsområdet.